# 奶姆庄站
奶姆庄站建于1964年，是成昆铁路上的一个已经废止的铁路车站，位于云南省安宁市温泉街道官庄村。
奶姆庄站原隶属昆明铁路局管辖，北上距成都站1054公里，南下距昆明站46公里。